# (101) Hèlena
Hèlena és l'asteroide núm. 101 de la sèrie. Fou descobert per en James Craig Watson (1838-1880) l'15 d'agost del 1868 a Ann Arbor. És un asteroide gran del cinturó principal de magnitud 8,33 i amb una distància mitjana del Sol de 2,583 UA. El seu nom es deu a Helena de Troia, l'esposa de Menelau a la mitologia grega.